# Alpujarras

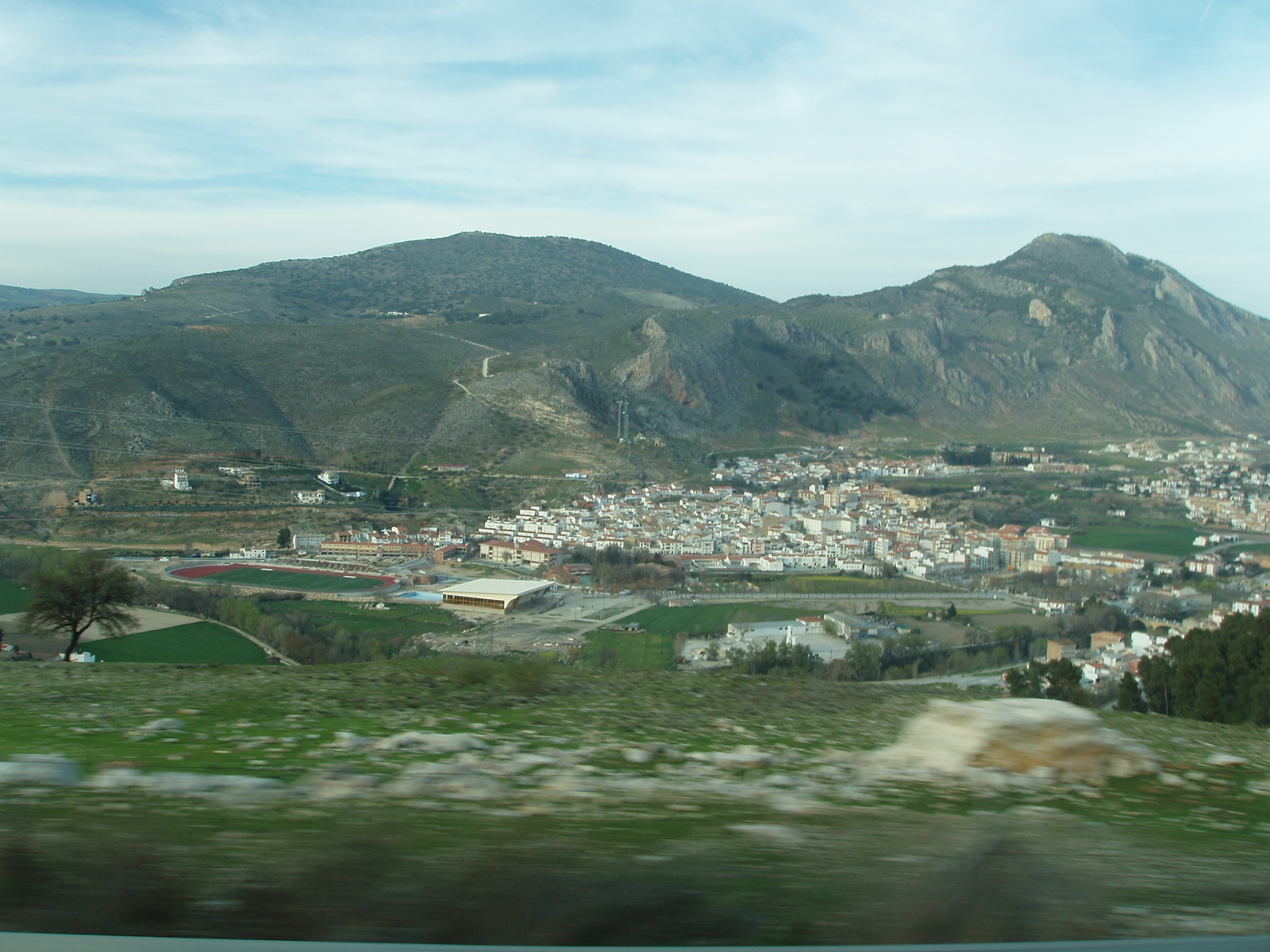
Alpujarras

Az Alpujarras egy hegyvidék Andalúziában, Spanyolországban.

## Fekvése
A K–Ny csapású, mintegy 40 km széles és Motriltól Almeríáig 94 km hosszú hegység a Sierra Nevada déli részén, a tengerparttal párhuzamosan húzódik. Neve (arabul: al Busarat, magyarul legelőhely) a mór eredetű.

## Földtani felépítése, természeti földrajza
Földtanilag az Atlasz-hegység folytatásának tekinthető, és ennek megfelelően zömmel üledékes kőzetek építik fel (főleg mészkő). Legmagasabb csúcsa 2325 m. Meredek falú, mélyen bevágódó völgyei közül a legjelentősebb az Adra folyóé, amely a hegységet egy magasabb nyugati (Sierra de Gádor) és egy alacsonyabb keleti részre osztja.
Éghajlata mediterrán.
Spanyolország legszebb tájai közé sorolják.

## Történelme
A környékről már az újkőkorszakból is kerültek elő leletek. Egy közismert elmélet szerint ezen a vidéken volt a neandervölgyi ember utolsó élőhelye.
Granada eleste (1492) után itt maradt fenn a félsziget utolsó nagyobb mór közössége. A granadai szerződés vallásszabadságot ígért az itt élő muszlimoknak, de ezt a spanyolok nem sokáig tartották be. 1502-ben választás elé állították a mórokat: áttérnek vagy elmennek. A többség formálisan áttért, de megtartotta szokásait — ők lettek a moriszkók. Francisco Jiménez de Cisneros bíboros erőszakos módszerekkel próbálta őket teljes áttérésre bírni, ami 1500-ban és 1502-ben felkeléseket robbantott ki. Ezeket leverték, a korlátozó szabályokat pedig fokozatosan tovább szigorították. Utolsó felkelésük 1568-ban robban ki és 1571-ig tartott. Ezután a granadai moriszkókat kitelepítették, főleg Valenciába.
A moriszkók helyére betelepült keresztények kevésbé ismerték a helyi viszonyokat, ezért a termésátlagok csökkentek, és a környék csak lassan nyerte vissza régi szerepét.

## Gazdasága
Kiváló termőterület a szőlő, az alma, a citrusfélék, a mandula, a szelídgesztenye és a füge számára, de a datolya és a kaki is megterem.
Az eperfákat (Morus spp.) még a mórok telepítették be, hogy selyemhernyókat tenyésszenek rajtuk.
Az állattenyésztés fő ága a juhászat, emellett világhírű az alpujarrasi érlelt (nem füstölt) sonka.
A Sierra de Gádorban van néhány kisebb polimetallikus érclelőhely (ólom, antimon, ezüst).
A kedvező természeti adottságokból következően a gazdaság húzóágazata az idegenforgalom.

## Települések
A főbb települések nyugaton Órgiva, keleten Ugíjar. Különösen Salobreña és az ásványvizéről híres Lanjarón környéke ismert kirándulóhely.
További jelentősebb falvak:
- Capileira,
- Trevélez,
- Pórtugos.
- Pampaneira,
- Bubión[1]